# Weird Era Cont.
Weird Era Cont. è il quarto album in studio della band statunitense Deerhunter, pubblicato nell'ottobre 2008 in contemporanea con Microcastle.

## Il disco
Il disco è stato registrato dopo Microcastle ed inserito insieme a questo in un unico formato sia nella versione della Kranky che in quella della 4AD.
Il disco è stato accolto positivamente dalla critica: viene recensito in maniera entusiasta da Pitchfork (voto 9.2/10), AllMusic (3,5/5 stelline) e The Guardian (4/5).

## Tracce
1. Backspace Century – 2:19
2. Operation – 4:04
3. Ghost Outfit – 0:33
4. Dot Gain – 3:19
5. Vox Celeste – 3:31
6. Cicadas – 2:30
7. Vox Humana – 2:32
8. VHS Dream – 2:33
9. Focus Group – 2:49
10. Slow Swords – 3:25
11. Weird Era – 2:40
12. Moon Witch Cartridge – 1:32
13. Calvary Scars II/Aux. Out – 10:12

## Formazione
Deerhunter
- Bradford Cox - chitarra, voce, tastiere
- Moses Archuleta - batteria
- Joshua Fauver - basso
- Lockett Pundt - chitarra, voce

Altri musicisti
- Drew Vandenberg - chitarra, piano (in 1), percussioni (in 1 e 13)
- David Barbe - chitarra (1), wurlitzer (11), percussioni (1, 13)